# رودونگ سینمون
رودونگ سینمون (کره‌ای: 로동신문، IPA: [ɾodoŋ ɕʰinmun]، روزنامه کارگران) روزنامه کره شمالی است که ارگان کمیته مرکزی حزب کارگران کره است. این روزنامه نخستین بار در ۱ نوامبر ۱۹۴۵ با نام چونگرو (Chosŏn'gŭl: 정로; hancha: 正路; "مسیر درست"), به عنوان کانال ارتباطی دفتر کره شمالی حزب کمونیست کره منتشر شد. در سپتامبر ۱۹۴۶ نام آن به نام کنونی تغییر کرد. این روزنامه به عنوان منبع دیدگاه‌های رسمی کره شمالی در موضوعات مختلف قلمداد می‌شود.
سایت انگلیسی این روزنامه در سال ۲۰۱۲ راه اندازی شد.